# Domenico Quaglio
Domenico Quaglio (1 de janeiro de 1787, Munique - 9 de abril de 1837, Hohenschwangau) foi um pintor, escultor, cenarista e arquiteto alemão.

## Obras

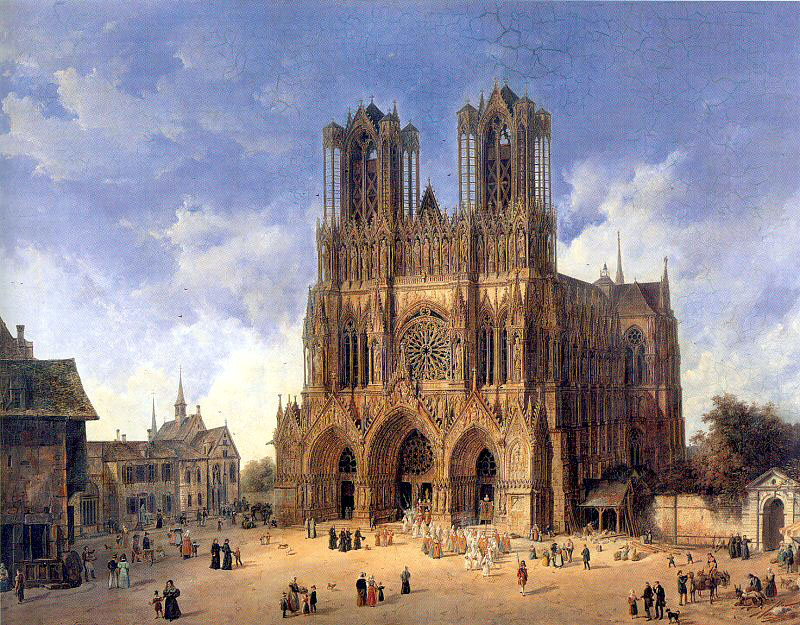
Catedral de Notre-Dame de Reims, França.
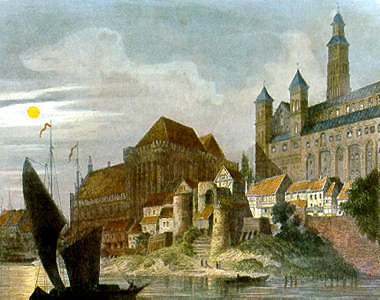
Marienburg (Castelo de Malbork) na Prússia Oriental - Stahlstich, 1834.
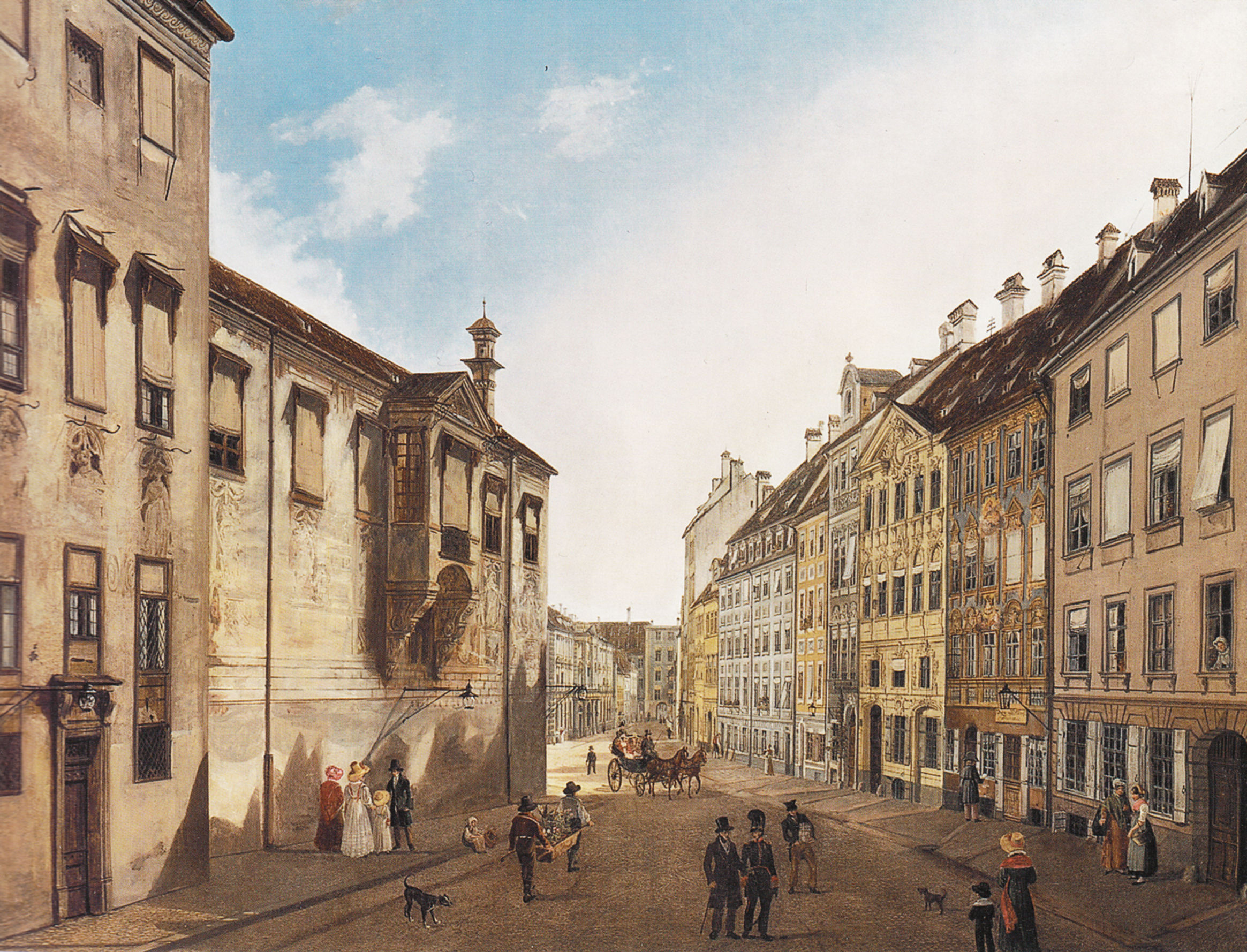
A Residenzstraße em frente a Max-Joseph-Platz, 1826, Munique, Alemanha.